# Ingmārs Līdaka
Ingmārs Līdaka (ur. 13 sierpnia 1966 w Vecumniekach) – łotewski biolog, samorządowiec i parlamentarzysta, wieloletni poseł na Sejm. 

## Życiorys
Ukończył szkołę średnią w miejscowości Vecumnieki. W latach 1984–1989 studiował biologię w Łotewskim Uniwersytecie Państwowym. W 2004 ukończył studia na Wydziale Pedagogicznym Uniwersytetu Łotewskiego (LU), uzyskując uprawnienia do nauczania w szkole. W 1989 rozpoczął pracę w Ryskim Narodowym Ogrodzie Zoologicznym, był dyrektorem jego Wydziału Edukacji i Informacji (1992–2006). Od 1992 współpracował z Telewizją Łotewską jako autor i realizator programów poświęconych przyrodzie, był także twórcą filmów przeznaczonych dla celów edukacyjnych. 
W 1995 przystąpił do Łotewskiej Partii Zielonych (LZP). W latach 2001–2005 zasiadał w radzie miejskiej Rygi jako przedstawiciel LZP. W latach 2006–2018 zasiadał w Sejmie z listy Związku Zielonych i Rolników (ZZS). W kadencji 2006–2010 pełnił funkcję wiceprzewodniczącego Klubu Poselskiego ZZS. 
Na początku 2018 odszedł z Sejmu i został dyrektorem ogrodu zoologicznego w Rydze. Funkcję tę pełnił do 2020. W następnym roku dostał się do rady okręgu Bauska z listy ZZS. W wyniku wyborów w 2022 roku powrócił do Sejmu jako przedstawiciel Zjednoczonej Listy.
Obecnie jest przewodniczącym rady politycznej LZP. 
Żonaty, ma dwoje dzieci.

## Odznaczenia
- Medal Rady Bałtyckiej – 2010[7]